# 卡塔爾宗教
卡塔爾宗教 (2010)
卡塔爾是一個多元宗教的國家，過去30年來和大部分波斯灣國家一樣有移民潮，穆斯林占卡塔爾人口的68.2％，基督徒佔15.8％，印度教徒佔11.3％，佛教徒佔3.1％。除了伊斯蘭教外，而卡塔爾也是諸多其他宗教的聚集地，信徒主要為來自中東其他國家和亞太地區的移民。

## 伊斯蘭教
卡塔爾的國教是伊斯蘭教。大多數卡塔爾穆斯林屬於伊斯蘭教遜尼派， 而什葉派佔卡塔爾穆斯林人口的10％左右。卡塔爾的宗教政策由伊斯蘭事務部製定，伊斯蘭教的宗教教育在所有由國家贊助的學校中都是穆斯林的義務教育。卡塔爾國家清真寺是穆罕默德·本·阿卜杜勒·瓦哈卜清真寺（Imam Muhammad ibn Abd al-Wahhab Mosque），由著名的卡塔爾建築師Ibrahim Jaidah設計，採用傳統的卡塔爾阿拉伯建築。Fanar伊斯蘭中心和清真寺位於多哈老城區，毗鄰Souq Waqif。該中心提供了阿拉伯語課程。在卡塔爾大學和哈馬德·本·哈里發大學（HBKU）的伊斯蘭教研究學院有伊斯蘭教研究課程，並提供碩士學位。

## 基督宗教
卡塔爾的基督徒包含歐洲，北美和南美，亞太，中東和非洲的僑民。他們佔卡達總人口的15.8％（2010年）。 卡塔爾國內沒有外國傳教團體公開運作。2005年5月，卡塔爾政府向多哈郊區的租借了一座建築作為基督教教會的禮拜堂。

## 印度教
卡塔爾印度教徒主要來自尼泊爾，印度和東南亞。卡塔爾人口中有11.3％是印度教徒。

## 佛教
佛教徒佔卡塔爾人口的3.1％，主要信徒為來自東南亞的移工。

## 参見
- 卡塔爾宗教自由（英语：Freedom of religion in Qatar）
- 卡塔爾天主教（英语：Catholic Church in Qatar）
- 卡塔爾基督教新教（英语：Protestantism in Qatar）